# Negru Vodă

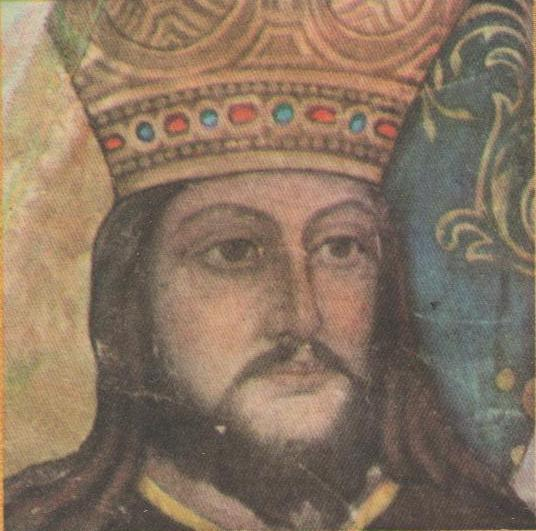
Negru Vodă (portret de Pierre Bellet)

Negru Vodă, supranumit Radu Negru sau Radul Negrul Voievod, a fost, potrivit legendei, fondatorul și primul domn al Țării Românești. Existența lui reală este controversată, făcând subiectul mai multor cercetări ale istoricilor români și străini. Unii istorici susțin ipoteza că Negru Vodă ar fi doar o poreclă a unor personaje distincte sau contopite, atribuită lui Thocomer, Basarab I sau chiar lui Radu I. Legenda Meșterului Manole îl menționează de asemenea pe Negru Vodă ca fiind cel care a poruncit construcția Mănăstirii Curtea de Argeș. Desi subiectul a starnit un indelung interes din partea istoricilor români și a fost subiectul unor speculații care continuă și în ziua de astăzi, nicio dovadă istorică nu există privind existența așa numitului Negru Vodă, primul domn al Țării Românești.

## Menționări

### Exemple de speculații recente
Recent, într-un articol din Revista Luceafărul, Ionuț Țene, cu argumente pertinente și concludente, desființează teoria susținută de mulți istorici, potrivit căreia Negru Vodă nu a fost un personaj real, ci unul de legendă: "Radu Negru este un personaj mult mai real din punct de vedere al izvoarelor istorice poate decât chiar Basarab I, câștigătorul bătăliei de la Posada din 1330. Basarab I a urcat pe tronul Țării Românești, când țara era unită cu zeci de ani înainte de către ”descălecătorul” Radu Negru Vodă, așa cum confirmă documentele istorice, direct sau în contextul istoric."
După trei ani de documentare și cercetare (2013-2016), Cornel Bîrsan, Cristian Moșneanu și Adrian Anghel, autorii lucrării: „Istorie Furată. Întemeierea Țării Românești. Radu Negru Vodă, între legendă, mit și adevăr”, plecând de la dovezile documentare, studiile făcute de istorici români și străini, descoperirile arheologice și tradițiile și legendele poporului român, au reușit să ajungă la concluzia că Radu Negru Vodă, care a fost Voievodul Făgărașului până în anul 1290 , a „Descălecat și Întemeiat Țara Românească”, asemeni lui Bogdan Vodă, Voievodul Maramureșului care a fost „Descălecătorul și Întemeietorul Moldovei”!

### Menționări în izvoarele istorice pe care s-au bazat speculațiile
- Documentul din primăvara anului 1291, prin care Ugrinus este pus în posesia celor două moșii din Țara Făgărașului în urma plecării lui Negru Vodă;
- Cronica lui Nicefor Gregoras, care menționează despre existența unui principe al Valahiei în jurul anului 1300;
- Inscripția de pe mormântul lui Laurentiu de Longo Campo (Câmpulung) din anul 1300;
- Menționarea Valahiei și a unui mare conducător al ei, în anul 1307, în cronica lui Ottokar de Styria;
- Pisania de pe frontispiciul Bisericii din Câmpulung care menționează anul sființirii ei, 1315;
- Documentul emis în anul 1332, de cancelaria regală maghiară, în care Radu Negru este menționat sub numele de Tatomir;
- Cronica lui Nicolo Luccari, din anul 1352, care îl identifică pe Radu Negru ca Întemeietor al Țării Românești;
- Hrisovul din anul 1549 a lui Mircea Ciobanul, în care se confirmă existența unor acte de danie din timpul lui Negru Vodă;
- Hrisovul din anul 1558, idem, același domnitor Mircea Ciobanul;
- în anul 1569, domnitorul Alexandru II Mircea re-confirmă actul de danie a lui Negru Vodă;
- În anul 1585, seniorul Jaques Bongars, vizitează ruinele cetății lui Negru Vodă;
- În anul 1618, Gavrilă Movilă confirmă un act de danie făcut de către Nicolae Alexandru Basarab, “nepotul răposatului Negru Radul Voievod”;
- Matei Basarab, confirmă în anul 1646 existența în cancelaria domnească a unor documente de pe vremea lui Negru Vodă;
- În Letopisețul Țării Românești a lui Macarie Zaim, scrisă în jurul anilor 1640-1650, scrie despre Ankro Voivod (Negru Vodă);
- În jurul anilor 1660, Paul de Alep, scrie despre “Negrul Voievod, adică, Domnul cel Negru”;
- În anul 1656, călugării de la Bărătia, prezintă un document autentificat cu pecetea lui Negru Vodă, judelui Ghergina;
- În anul 1659, Mihnea Vodă întărește privilegiile câmpulungenilor, în baza “hrisovului lui Negru Vodă”‘
- Letopisețele Cantacuzinesc și al Cronicii Bălenilor, scrise în jurul anilor 1665 - 1678, îl menționează pe Radu Negru Voievod ca descălecator;
- În anul 1682, Gheorghe Duca, întărește privilegiile câmpulungenilor în baza hrisovului lui Negru Vodă;
- Cronica călugărilor franciscani din anul 1764, menționează întemeierea orașului Câmpulung de către Radu Negru.

Stăpân al Țării Amlașului și Țării Făgărașului din Ardeal, el ar fi avut reședința inițială la Făgăraș. Aceste teritorii rămân pe anumite perioade domenii a domnitorilor Țării Românești. 
Pe lângă cetatea Făgărașului, ar mai fi stăpânit alte trei cetăți din Țara Făgărașului: 
- Prima este cetatea de la Breaza, pe locul unei vechi fortificații dacice. Aceasta cetate s-a dezvoltat în mai multe faze. În prima fază a existat o cetate din pamânt de secol IX-X ridicată de populația protoromână. Ulterior, între secolele XIII-XIV, s-a ridicat cetatea de piatră.
- Cea de a doua cetate este fortificația de la Comana de Sus, mai veche și mai amplă ca planimetrie, zidită cu multa măiestrie pe configurația naturala a terenului.
- A treia cetate este Colțul Berzei, lângă Sâmbăta de Sus, Brașov.

### Legende despre Negru Vodă
În stăpânirea sa ar fi putut afla și cetățile medievale românești din regiunea Amlașului, de la Sibiel și de la Tilișca.
La 1290 trece Carpații din Făgăraș, descălecând la Câmpulung întemeind un nou voievodat. Apoi își mută reședința la Curtea de Argeș. 
A îngăduit orășenilor sași din Câmpu Lung să-și mențină pe comesul (liderul) lor, Laurențiu de Longo Campo, care a decedat în 1300 și a fost înmormântat în Biserica Bărăția din Câmpulung de rit latin. "Descălecatul" său ar fi pus bazele Țării Românești, a cărei independență avea să o statueze Basarab I (Basarab cel Mare), în anul 1330.
Cel mai bun argument al faptului că înainte de Basarab cel Mare exista un stat valah bine închegat ne este dat de Ștefan, fiul comitelui cuman, Parabuch din Severin, care declara la anul 1325 că puterea regelui Carol Robert ”nu poate întru nimic să stea împotrivă și să se compare cu puterea lui Basarab". Vorbele lui sunt garanția faptului că Țara Românească nu era un stat puternic creat peste noapte de “Sfântul duh al istoricilor ”, un stat pe care Basarab nu avea cum să îl formeze în cei câțiva ani de domnie, ci era un stat unitar, cu o economie, viață socială și putere armată de excepție, consolidat în cei 24 de ani de domnie a lui Radu Negru Vodă.
„Iar când au fost la cursul anilor de la Adam 6798, fiind în Țara Ungurească un voievod ce l-au chiemat Radul Negrul Voievod, mare herțeg pre Almaș și pre Făgăraș, rădicatu-s-au de acolo cu toată casa lui și cu mulțime noroade: rumâni, papistași, sași, de tot feliul de oameni, pogorându-se pre apa Dâmboviții, început-au a face țară noao.”—Letopisețul Cantacuzinesc
„Când au fost cursul anilor de la Adam 6798, Radul Vodă Negrul, care avea scaunul său la Făgăraș de la moșii și strâmoșii rumânilor, carii venise de la Roma, în zilele lui Traian împăratul Romii s-au socotit ca să-și mute scaunul dencoace, peste plai.”—Cronica Bălenilor

### Perspectivele unora dintre cei mai cunoscuți istorici români care s-au ocupat de Negru Vodă
Constantin C Giurescu în „Istoria Românilor” neagă existența personajului Radu Negru dintr-o dublă perspectivă:1.Negru Vodă este Tihomir, tatăl lui Basarab, între Tihomir și Negru Vodă nefiind nicio legătură; 2.Țara Românească s-a născut prin reuniunea voievozilor dintre Dunăre și Carpați, voită sau nevoită, dr fără existența descălecatului.
Gheorghe Brătianu în „Tradiția istorică despre întemeierea statelor românești” prezintă punctele de vedere ale mai multor istorici consacrați, dintre care doar Alexandru Xenopol susține existența voievodului.
Alexandru Lapedatu susține confuzia între personajul Negru Vodă al datinei populare și ceea ce el consideră că ar fi realitatea reprezentată de Basarab Întemeietorul. În continuare explică confuzia izvoarelor din secolul XVII-XVIII ca „o invenție pur cărturărească”. „Negru Vodă” devine „Radu Negru” în opinia istoricului, deoarece s-a făcut o substituire literară între Radu I din secolul XVI și personajul din datini.
Dimitrie Onciul consideră că miticul Negru Vodă este de fapt Radu Basarab (1377-1383), confuzia fiind susținută de titlul de „herțeg de Amlaș și Făgăraș” deținut de domnii munteni.
Nicolae Iorga susține că Negru Vodă este un pretins întemeietor venit din Făgăraș, adevăratul întemeietor fiind Basarabă (Basarab) pentru că Făgărașul nu putea furniza un conducător, nefiind locuit și organizat politic decât în secolul XIV. Totuși, exclude confuzia lui cu Radu I, apreciind că hrisoavele mănăstirești ce fac referință la personajul mitic îl amintesc de fapt pe Neagoe Basarab.
C. Filitti continuă să nege existența lui Radu Negru , care este doar o imagine a lui Basarab și a fiului său său Alexandru. Prenumele „Radu” ar fi rezultatul aceleiași confuzii amintite de Iorga.
Ioan Lupaș susține că Negru Vodă trebuie identificat cu Basarab „al cărui nume personal devine patronimic și se transmite urmașilor”. Confuzia cu Radu I o interpretează altfel pentru că acesta, renunțând la feudele Amlaș și Făgăraș, ar fi creat prilejul formării tradiției descălecatului.
Alexandru Lapedatu desi afirma ca între personajul Negru Vodă al datinei populare și Basarab Întemeietorul nu e nicio diferenta - susține că mormântul 10 din secolul XIV de la Biserica Domnească Curtea de Argeș i-ar aparține lui Basarab și este chivernisit cu portul și obiecte catolice.
Pavel Chihaia, în lucrarea „De la «Negru Vodă» la Neagoe Basarab” îl citează pe Dimitrie Onciul care vine cu 4 ipoteze privind ideea descălecatului: Radu I a părăsit Transilvania ca voievod independent, păstrând Amlașul și Făgărașul, fiind ulterior confundat cu Negru Vodă; Rapoartele dintre „Basarabii” din dreapta Oltului și Negru Vodă pe fundalul mai mare al relației dintre „amândouă Valahiile din dreapta Dunării și imperiul lui Asan”. Respinge ideea că „Negru” este un nume popular, considerând că reprezintă lucuitorii „Cumaniei Negre”. S-ar face confuzie cu invazia tătară din 1241. Ar putea fi o plăsmuire populară, creată după modelul descălecatului lui Dragoș în Moldova.
Ioan-Aurel Pop în lucrările „«Din mâinile valahilor schismatici… » Românii și puterea în Regatul Ungariei (sec.XIII-XIV)” și „Istoria Transilvaniei” consideră că în contextul nemulțumirii românior din Făgăraș, un grup de români și catolici a trecut la sudul Carpaților, ghidat de un voievod numit în tradiția populară „Negru Vodă”. Acesta ar fi voievodul care s-a revoltat în 1290 împotriva regelui maghiar, „a rezistat o vreme sub munte”(cel mai probabil la cetatea Breaza), a trecut munții în jurul lui 1290 și a dat un impuls procesului de unificare statală. Totuși, episodul descalecarii nu poate fi legat concret de dinastia Țării Românești, menționată la începutul secolului XIV, reprezentată de Togomerius (Tihomir), fiul său Basarab și urmașii săi. Basarab este un nume de rezonanță turanică, dar nu are legătură directă cu etnia personajului. Pe parcursul secolelor XIII-XIV, formațiunea politică de la est de Olt i-a avut ca voievozi pe Seneslau, probabil Negru Vodă, probabil Tihomir și Basarab. Astfel, nu se cunoaște veriga între Seneslau și Negru Vodă, între Negru Vodă și Tihomir și nici între Negru Vodă și Basarab „fiul lui Tihomir”, dar este sigur că Basarab a fost primul conducător adevărat și recunoscut al Țării Românești.
Neagu Djuvara in anul 2007 publică lucrarea „Thocomerius-Negru Vodă”, dedicată voievodului făgărășan Radu Negru. Argumentele pe care le aduce în favoarea existenței reale a voievodului sunt determinate de analogiile cu întemeierea Moldovei  (prin descălecatele voievozilor maramureșeni Dragoș și Bogdan) și cu întemeierea Franței. Nu este vorba în acest ultim caz despre un descălecat, dar cu siguranță conducerea unei societăți fundamental romanizată revine unui grup de germani – francii – tipar ce poate fi extins la o altă societate romanizată – cea a vlahilor – condusă de un neam de cumani. Alte argumente vin din interpretarea modernă a izvoarelor din secolele XV-XVII și a viziunii particulare a istoricilor. Bineînțeles, Neagu Djuvara asociază și contextul istoric din secolul XIII cu legenda întemeietorului de țară și o nouă viziune a datelor oferite de arheologie pentru întemeierea Țării Românești. Ca urmare, povestea voievodului făgărășan Radu Negru, în viziunea lui N.Djuvara, este povestea unui conducător cuman din Transilvania, după căderea statului cuman extracarpatic în 1241, odată cu invazia tătaro-mongolă. Acesta descalecă deoarece este forțat de împrejurările complicate ale finalului dinastiei arpadiene din Ungaria și formarea hoardei tătarilor hanului Nogai să părăsească Făgărașul pentru a se stabili la Câmpulung, la sudul Carpaților. De acolo preia conducerea formațiunii politice a lui Seneslau, fapt atestat și de mutarea capitalei la Curtea de Argeș. În continuare, Tochomerius – Radu Negru – îl are ca urmaș pe Basarab, care continuă conflictul cu Ungaria pe care îl tranșează prin victoria de la Posada și apoi pe Nicolae Alexandru, ale cărui acțiuni politice și religioase demonstrează genealogia lui făgărășeană.
7 ani mai târziu cxercetările științifice au demonstrat că Teoria originii cumane a dinastiei Basarabilor este falsă întrucât nu corespunde realității istorice. La data de 28 octombrie 2014, la Academia Română din București, a avut loc comunicarea ,,Mormântul 10 din Biserica Sf. Nicolae din Curtea de Argeș. Despre geneza Țării Românești” in cadrul careia au fost comunicate concluziile Studiului Genetic TARA ROMANEASCA. 1310-1352, BASARAB I:
- Defunctul din Mormântul 10 („Vlaicu Vodă”) a decedat cu puțin timp înainte de ridicarea Bisericii Argeș II (biserica de astăzi), ridicată cel devreme pe la 1350, fiind înmormântat în Biserica Argeș I (datând din anii 1230-1260), fiind vorba, cel mai probabil, de unul dintre fiii nenumiți ai lui Basarab I amintiți într-un document din 1335
- Nu au apărut elemente care să îl lege în plan genetic pe defunct de comunități sau indivizi de origine cumană;
- Istoria defunctului din mormântul 10 se înscrie în coordonatele cruciate (anti-tătare la acea vreme) ale afirmării monarhice, cunoscute atât de Țara Românească, cât și de Moldova;
- Personajul din mormântul 10 aparține contextului istoric al acelor Olachi Romani (valahi romani/ români romani) conduși de către Alexandru fiul lui Basarab spre Papalitatea de la Avignon împotriva intereselor regelui Ludovic I de Anjou al Ungariei la 1345. Acești români erau întinși din Țara Românească, în Banat, de-a lungul Munților Apuseni până în Maramureș, unde întregeau revolta anti-angevină declanșată de la 1342-1343 de Bogdan (viitorul stăpânitor al Moldovei precum și extensiile transilvane ale uniunii politice de la Argeș (Oltenia și Muntenia): Țara Hațegului și Țara Făgărașului.
- Din cercetările genetice reiese că Basarabii erau etnici români, înrudiți cu voievozii ortodocși din Maramureș, care au pregătit revolta împotriva Coroanei maghiare și „descălecatul” în Moldova, ce a dus la întemeierea noului stat medieval românesc de la est de Carpații Orientali.
- Basarabii erau etnici români ortodocși întrucât Biserica Sf. Nicoale din Curtea de Argeș nu putea fi ridicată de un domnitor catolic ea fiind zidită în cel mai pur stil bizantin ortodox.

Prima încercare a voievodului Litovoi de a întemeia un stat independent (1277) a fost urmată de o alta pe care tradiția istorică, ajunsă până la noi prin opera cronicarilor (Ion Dobrescu ș.a.) din secolul al XVII-lea, o numește „descălecat”. Conform tradiției, Negru Vodă, un voievod român din Țara Făgărașului, a trecut Carpații întemeind un stat nou în regiunea Câmpulungului (1290). Ulterior, puterea voievodului s-a extins întâi către vest (zona Olteniei) și apoi către est. Capitala s-a stabilit la Curtea de Argeș. Tradiția istorică se baza pe mărturiile oamenilor în vârstă transmise pe cale orală și, probabil, pe documente scrise care nu au mai ajuns până la noi. Ea este confirmată de descoperirile arheologice. În acea vreme, atât Câmpulungul, cât și Curtea de Argeș erau așezări înfloritoare; aici s-au descoperit vestigiile unor curți domnești. Cercetarea ADN-ului corpului din mormântul lui Negru Vodă nu a dus la elemente care să îl lege în plan genetic cu cumanii
„Acesta este Radul Negru Voevod, ce au fost întâi domnu Țării Românești”—Cronica lui Ion Dobrescu (începutul secolului al XIX-lea)

### Alte surse ale legendei lui Negru Vodă
În sprijinul existenței unei legende a lui Negru Vodă este de semnalat descoperirea unei biserici rupestre în Valea Râului Doamnei, la circa 30 km nord-vest de Câmpulung, în proximitatea așa-zisei Cetăți a lui Negru Vodă de la Cetățeni-Stoienești, în localitatea Corbii-de-Piatră. Aceasta a fost cercetată de Carmen Laura Dumitrescu
Cu referire la Biserica rupestră de la Corbii de Piatră, a se vedea și lucrarea lui Constantin Rădulescu Codin "Tradiții și obiceiuri din Corbii Muscelului": “Când a venit pentru întâia oară în țară, la noi, Negru-Vodă a descălecat la Câmpulung, unde a facut Mânăstirea și a întărit-o cu ziduri strașnice. Apoi, și-a ales loc la cetate și de acolo, se repezea el de bătea pe tătari, când într-o parte, când într-alta a țării, apoi venea, când și când și pe la noi. Odată, după ce bătuse pe tătari, s-a apucat el, drept mulțumire lui Dumnezeu, de zidit biserica din piatră, căreia azi i se zice La Sghiab, sau Biserica din Sghiab".
Într-o manieră sintetică, Nicolae Pandele, în lucrarea "Monastirea Corbii de Piatră. Între legendă și adevăr istoric" vorbește despre un triunghi sacru al spiritualității românești: bisericile rupestre de la Corbii de Piatră, Cetățuia Negru Vodă și Nămăiești: "Așezămintele bisericești rupestre, ca de altfel dintotdeauna, nu sunt doar lăcașuri de rugăciune, ci și centre de cultură în care arhitectura sacră, vechile picturi și icoane, dar și unele tipărituri și muzica liturgică continuă și îmbogățesc tradiția. Fie că este vorba de misticism, spiritualitate, pură istorie sau religie, acestea sunt cu siguranță locuri deosebite, sfinte, în care atât pelerinul cât și simplul turist va descoperi vechi temple dacice ale lui Zamolxe, înlocuite la scara istoriei cu bisericuțe creștin-ortodoxe, clădite sau săpate de către prințul Radu Negru-Vodă sau urmașii săi, începând cu Basarab I, Întemeietorul Țării Românești și în continuare, toți domnitorii din Dinastia Basarabilor". Cifra 3, simbolul divinității, ne deschide o pagină frumoasă a istoriei și a identității naționale și ne arată cât de armonios se împletesc iubirea, smerenia și natura. Ansamblul istoric “Corbii de Piatră”, “Mănăstirea Cetățuia Negru-Vodă” și “Mânăstirea Nămăiești” fac parte din așa-numitul “Triunghi Isoscel” al așezărilor rupestre, celebru în toată țara, lăcașuri sfinte ridicate pe planurile unor vechi așezări dacice. Un adevărat Triunghi Sacru, având în centru orașul Câmpulung Mușcel, prima cetate de scaun a Țării Românești. 
Sunt de semnalat și articolele lui G. D. Florescu și Dan Pleșia: Negru Vodă, personaj istoric real și Temeliile străvechi ale Țării Românești. În articolul lor din Magazin istoric nr.8/1970, G. D. Florescu și Dan Pleșia menționează hrisovul din 13 noiembrie 1618 dat bisericii domnești din Câmpulung „întemeiată și zidită de răposatul Negrul Radu Voievod” pentru satul Bădești din Muscel care fusese cotropit în domnia lui Alexandru Mircea  (1568-1577) de marele stolnic Badea Boloșin. În hrisov se adeverește că satul era de drept al bisericii, căreia îi fusese dăruit de „răposatul Io Nicolae Alexandru Voievod, fiul bătrânului Basarab Voievod, nepotul lui Radu Voievod Negru care iaste pristăvit și îngropat trupul lui în această sfântă bisearică”. La judecată, biserica a înfățișat și cartea de danie a lui Nicolae Alexandru din anul 6860 (1351-1352).
Cartea județului [cârmuitor al unui oraș] Gherghina din Câmpulung (din mai 1656) arată că din porunca domnească a cercetat împreună cu pârgarii și bătrânii orașului plângerea Baraților și aceștia au adeverit că „această besearică care se cheamă Cloșter o au fost făcut doamna Marghita, doamna Negrului Vodă, că acea doamnă fost-au catolică care să chiamă papiște.” Pe temeiul acestei adeveriri, Constantin Vodă Șerban întărește bisericii Baraților locurile din Câmpulung ce le „avea besearica de milă de la răposata  doamnă Marghita, care au fost catolică, a răposatului Negrului Voievod.”

## Galerie de imagini

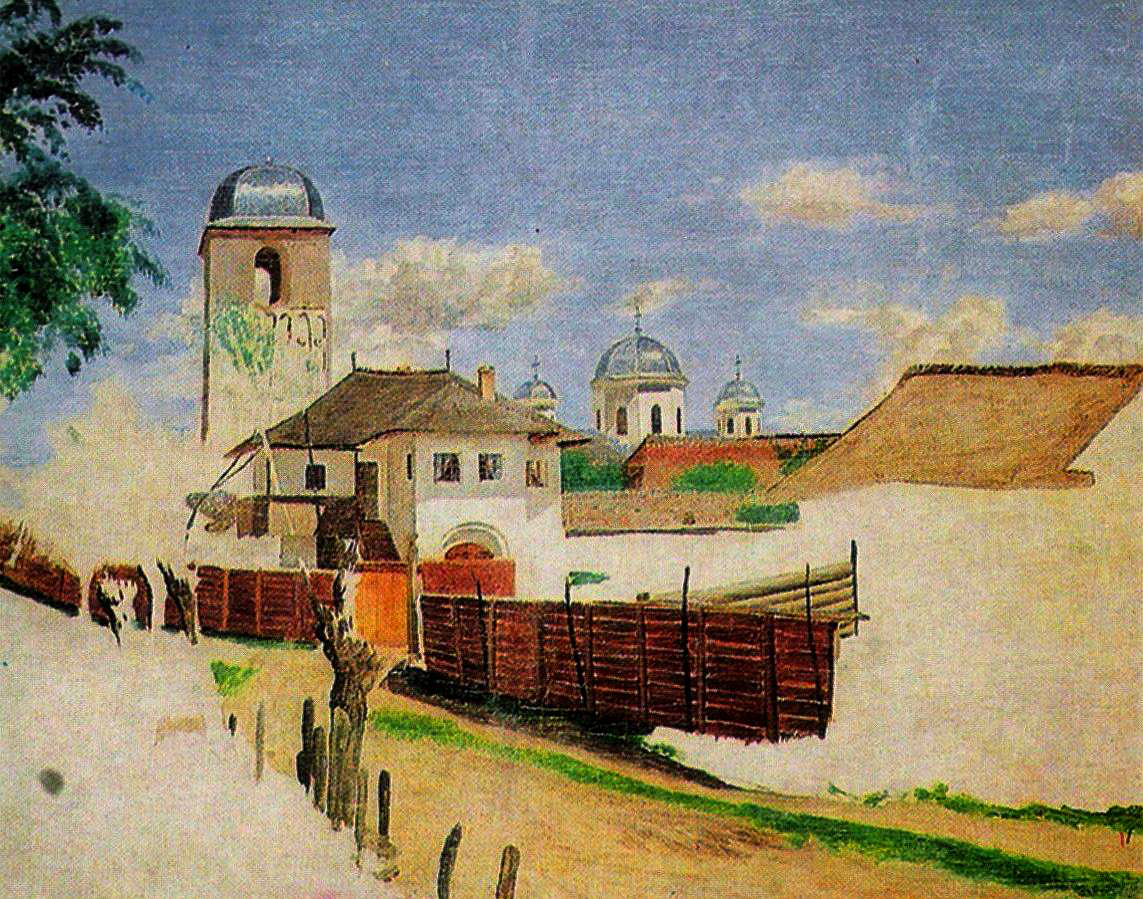
Ion Negulici - „Biserica din Câmpulung”, ctitorie atribuită lui Negru Vodă
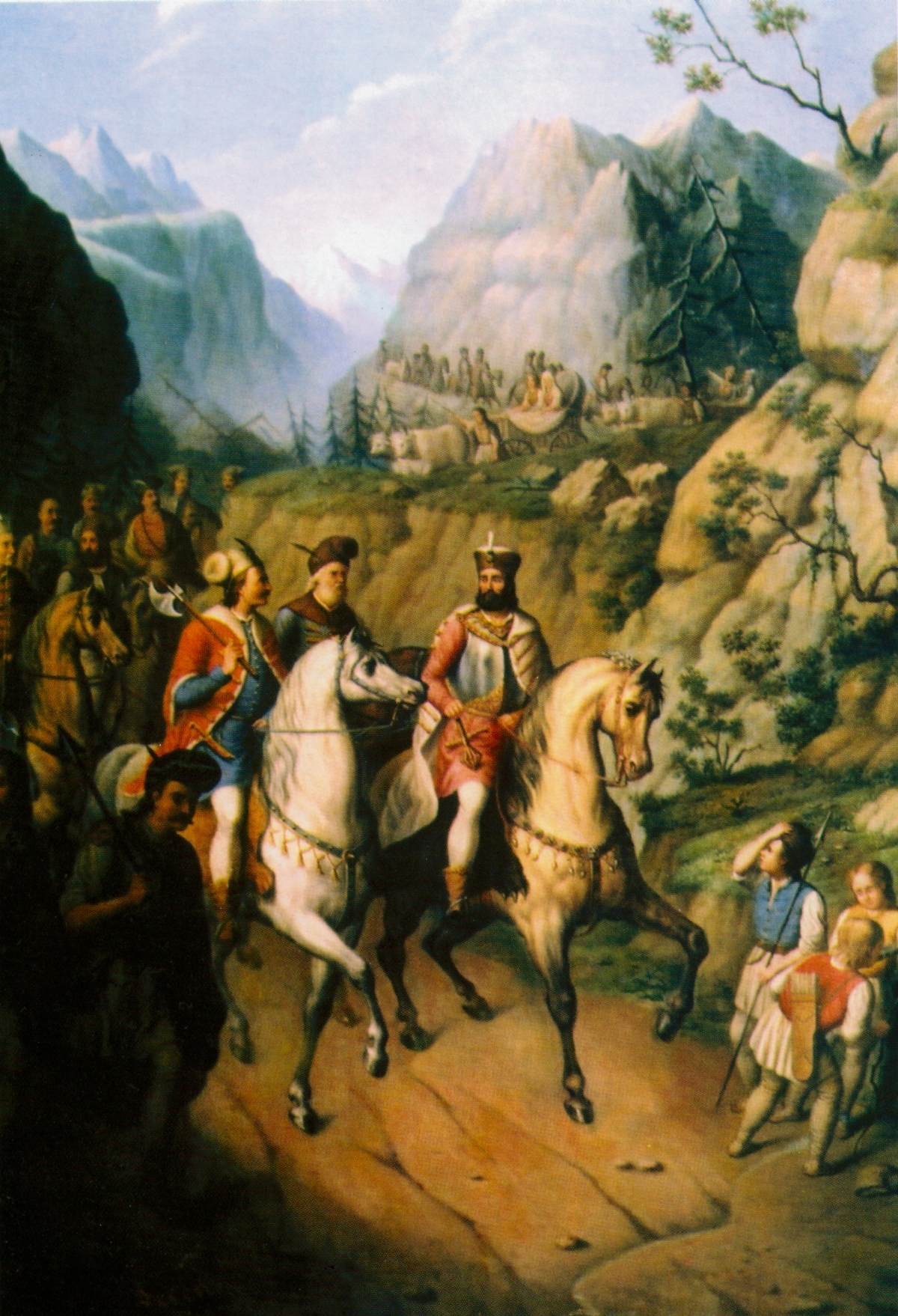
Constantin Lecca - Descalecatul lui Radu Negru
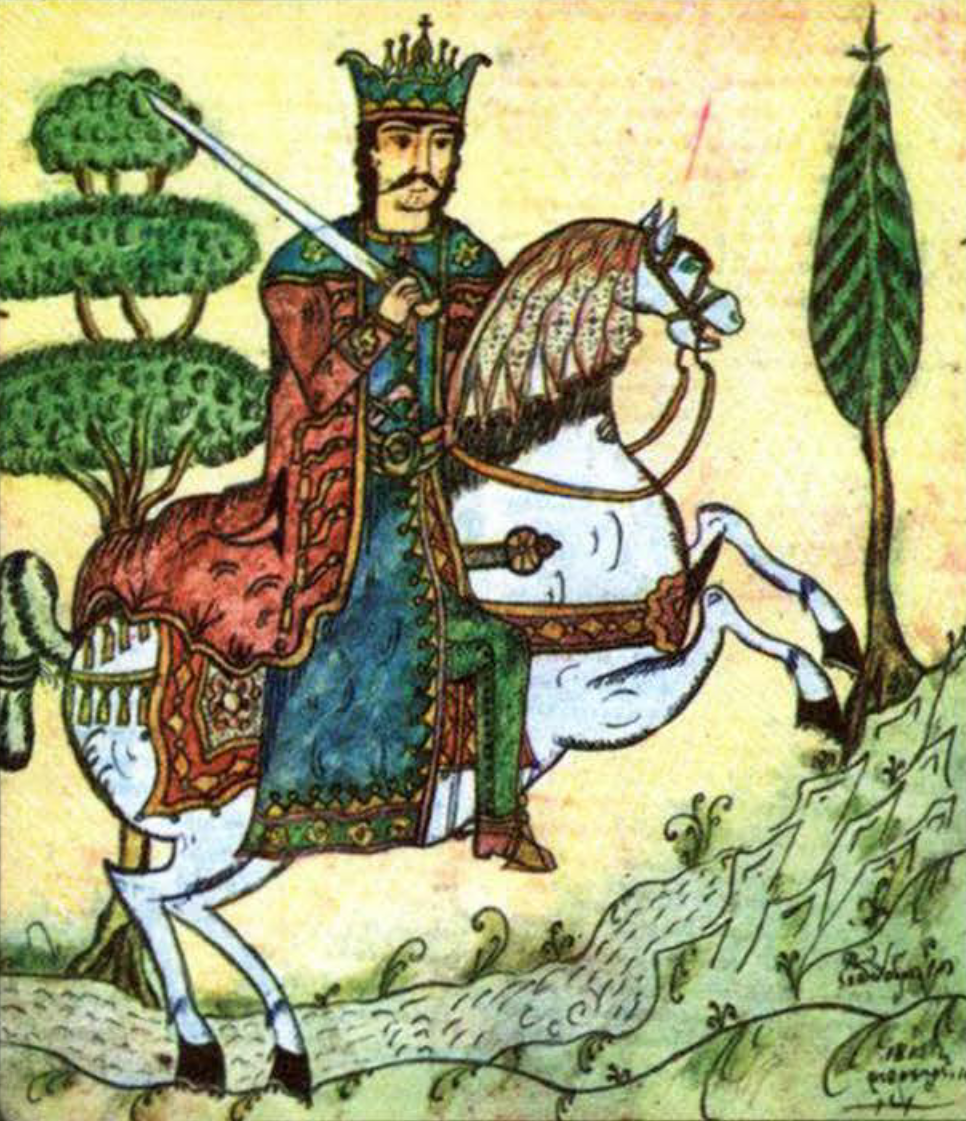
Ioan Dobrescu - Radu Negrul
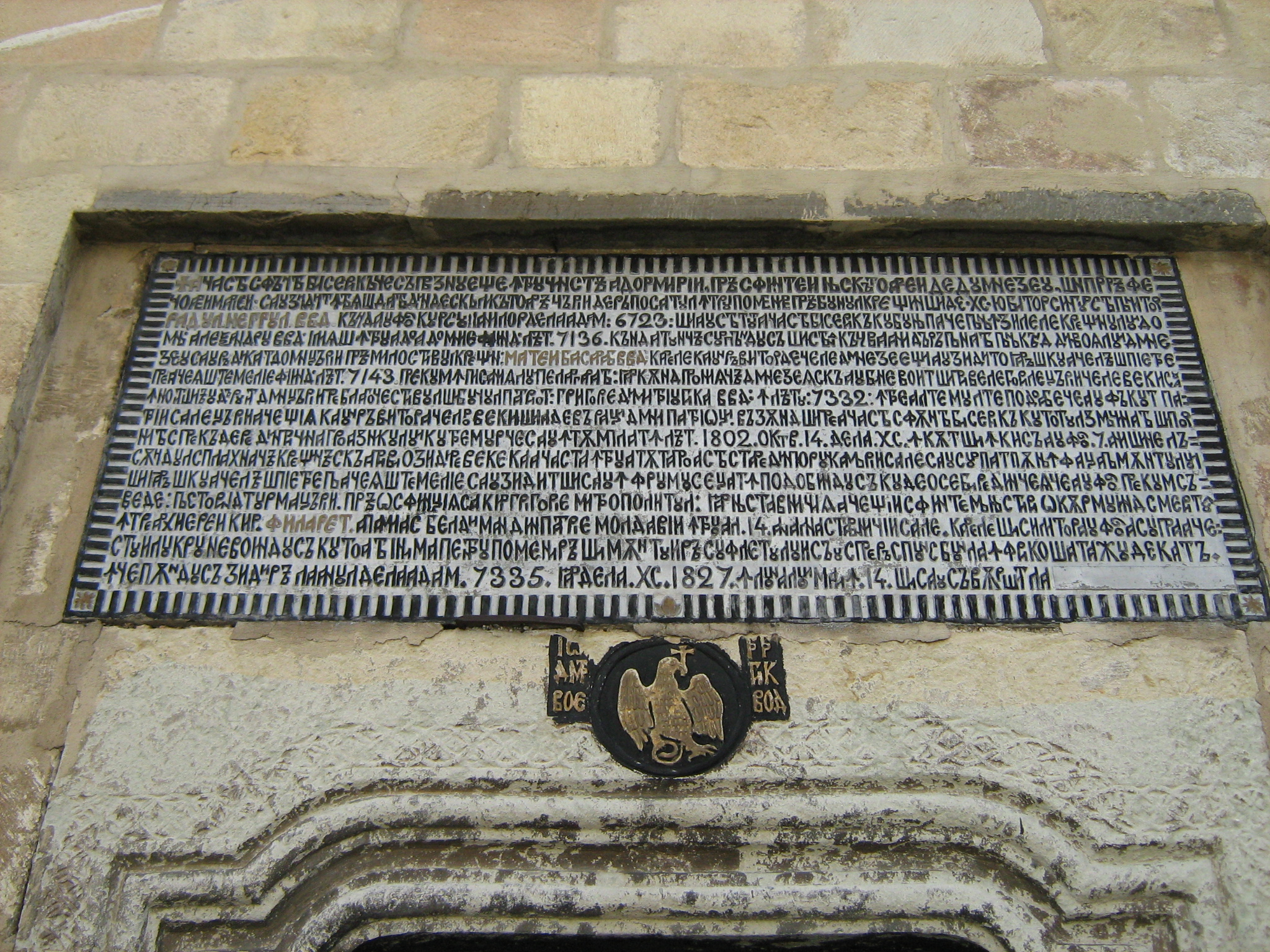
Pisania Bisericii Mânăstirii Negru Vodă din Câmpu Lung: „s-a zidit și s-a săvârșit această biserică de prea milostivul creștin, Radu Negru Voievod, care a fost din începutul descălitorul Țării Românești, când a fost în cursul anilor de la Adam 6723 (=1215)”.
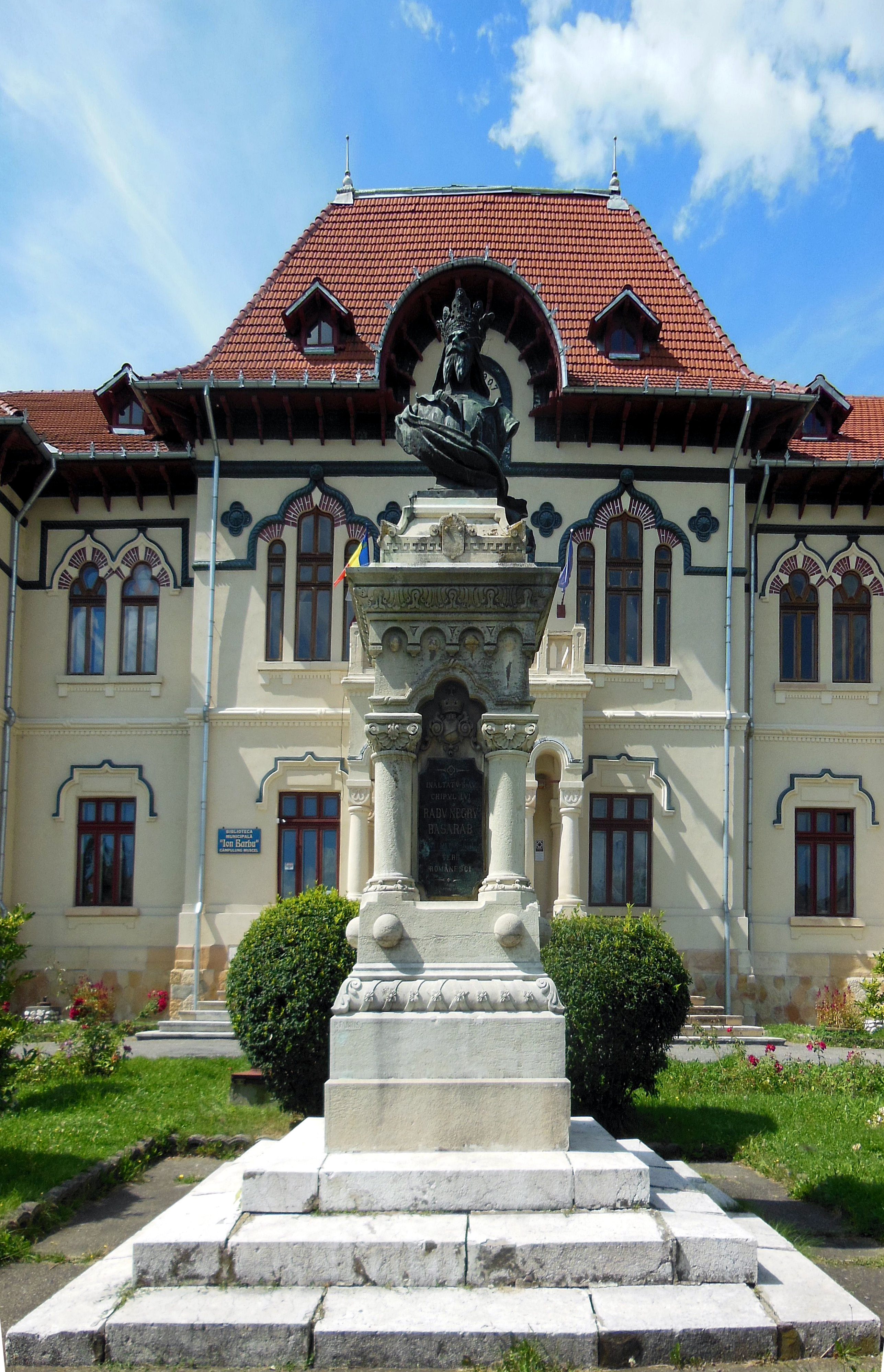
Bustul lui Negru Vodă din Câmpulung - Opera sculptorului Dimitrie Demetrescu Mirea, a fost modelat și turnat în bronz, fiind reprezentat cu coroana pe cap și cu barba lungă. Inițial, sculptura a fost instalată la 15 august 1898, pe Bulevardul central din Câmpulung, care îi poartă și numele (Negru Vodă), în capătul sudic al bulevardului.

 Ca topic, numele lui Negru Vodă s-a păstrat în mai multe locuri, mai ales în Muscel: Cetatea lui Negru Vodă, citată la 1585 și 1595, precum și în scrierile lui Paul de Alep și ale stolnicului Constantin Cantacuzino, de asemenea și schitul lui Negru Vodă. În Făgăraș se cunoaște cetatea lui Negru Vodă de la Colțul Berzei, lângă Sâmbăta.